# Lúcio Leocádio Pereira
Lúcio Leocádio Pereira (Paranaguá, 5 de maio de 1860 - Curitiba, 1933) foi um jornalista e escritor brasileiro.
Como escritor era da escola simbolista, deixando obras como: Contos Paranaenses, de 1896; Fábrica e Folhetins, de 1896, livros de prosa e contos.
Leocádio Pereira foi o fundador da Revista Espírita na cidade de Curitiba e um dos sócios fundadores do Instituto Histórico e Geografico Paranaense.